# Camaleona
Camaleona est une telenovela vénézuélienne produite et diffusée par la chaîne RCTV en 2007, sur une idée originale de Carolina Espada, écrite par José Vicente Quintana.
Les acteurs principaux sont Juliet Lima et Daniel Elbittar avec la participation antagoniste de Dad Dáger, Karl Hoffman et Marianela González. 
Le titre était d'abord La Oveja Negra puis il a été modifié pour devenir Camaleona.

## Synopsis
Natalia Rivas est une jeune femme âgée de vingt et un ans. Sa mère, Flor Rivas, est assassinée par Octavia Ferrari, lorsque Natalia était encore enfant.
Octavia a non seulement assassiné Flor Rivas, mais aussi les parents de Juan Pablo et Luis Felipe Alcántara, en provoquant un accident de voiture. Les enfants ont survécu à l'accident de leurs parents, toutefois Luis Felipe a perdu la vue.
La sœur jumelle d'Octavia est Claudia Ferrari, une doctoresse chargée de traiter la cécité de Luis Felipe Alcántara. Claudia Elle est mariée à Reynaldo Luzardo, homme d'affaires propriétaire d'un centre commercial et de la polyclinique "Los Naranjos" où travaille son épouse. Le couple a deux filles : Olga Carolina, surnommée Olguita et Mercedes. Reynaldo est infidèle à Claudia et a une aventure avec Octavia.

## Distribution
- Juliet Lima : Natalia Rivas / Elena / María Moñitos
- Daniel Elbittar : Juan Pablo Alcántara
- Marianela González : Mercedes Luzardo Ferrari
- Albi De Abreu : Gustavo Casanova
- Juan Carlos Alarcón : Leopoldo Tovar y Tovar III
- Dad Dáger : Claudia Ferrari de Luzardo / Octavia Ferrari
- Andrés Suárez : Matías Brassesco
- Karl Hoffman : Reynaldo Luzardo
- Mayra Alejandra (†) : Amapola Rivas de Lofiego, dite Pola
- Rosario Prieto : Numidia Valecillos Vda. de Alcántara
- Juan Carlos Gardié : Vittorio Lofiego, dit Vitto
- Carlos Márquez (†) : Eloy Párraga Farías
- Deyalit López : Astrid Hernández de Brassesco
- Gioia Arismendi : Olga Carolina Luzardo Ferrari, dite Olguita
- Carmen Alicia Lara : Mariángel Lofiego Rivas, dite Gel
- Ezequiel Stremiz : Luis Felipe Alcántara
- Milena Torres : Leticia Narváez
- Héctor Pernía : Ramón Montoya, dit Ramoncito
- Guillermo García : Ignacio Lofiego Rivas, dit Iñaki
- Donny Muratti : Lucas Luzardo Ferrari
- Romina Fernandes Russa : Esther
- Sheyene Gerardi : Susana Rincón
- Simón Gómez : Rolito
- Andreína Mazzeo : Nieves Prieto
- Cayito Aponte : José Ignacio Rivas
- Crisbel Henríquez : Flor Rivas
- Candy Montesinos : Inés Moreno
- Relú Cardozo : María Cecilia
- Marco Antonio Alcalá : Raymundo Borregales, dit Rambó
- Rafael Méndez : Alfredito Malaver
- José Medina : Gonzalo Acosta
- Alexandra Guilarte : Sofía
- Erick Ronsó : Álvaro
- Andreína Quintana : Andrea Tovar y Tovar